# Risiera di San Sabba
Risiera di San Sabba was een concentratiekamp in het Italiaanse Triëst. Vaak wordt het kamp foutief aangeduid als een vernietigingskamp, omdat het beschikte over een crematorium.
Vanaf 1936 valt een enorme toename van het antisemitisme en de vervolging van politieke tegenstanders en Slovenen in de stad waar te nemen. De in Triëst geboren Odilo Globocnik, actief in de Operatie Reinhard, werd in 1943 van Lublin overgeplaatst naar Triëst. Hij kwam in september 1943 in de stad aan. Als Höhere SS-führer en Polizeiführer van het Adriatische Küstenland gaf hij leiding aan de SS in de vervolging van Joden, politieke tegenstanders en partizanen in de regio. Hij kon daarbij steunen op ruim negentig voormalige medewerkers uit zijn Operatie Reinhard-tijd in het bezette Polen.
Het concentratiekamp "Risiera di San Sabba", een leegstaande oude rijstpellerij ("risiera" in het Italiaans) aan de rand van Triëst, werd gebruikt als gevangenis en sinds oktober 1943 als interneringskamp (Polizeihaftlager). Eveneens betrokken was Erwin Lambert, de bouwer van de crematoria in de tot de Operatie Reinhard behorende vernietigingskampen Bełżec, Sobibór en Treblinka, alsook de zes crematoria in de tot de Operatie T4 (Tiergarten 4) behorende euthanasie-inrichtingen (in Brandenburg-Görden, Grafeneck, Hartheim, Sonnenstein an der Pirna, Bernburg en Hadamar). Hij kreeg de opdracht voor Risiera di San Sabba een crematorium te bouwen. Dit kwam begin 1944 gereed.
Tussen oktober 1943 en 1945 werden in Risiera di San Sabba ongeveer 25.000 mensen, voornamelijk partizanen maar ook Joden, "verhoord". Tussen 3.000 en 5.000 mensen werden er vermoord, deels door inzet van gaswagens. Tegelijkertijd gold het ook als doorgangskamp naar kampen in Duitsland. De activiteiten werden gestaakt toen in april 1945 de Sloveense en Joegoslavische partizanen Triëst dreigden in te nemen. Onder druk van deze dreiging werden de schoorsteen en ovens op 29 april 1945 opgeblazen.
De inrichting werd in 1965 tot monument verklaard.
Alfabetisch op naam.  Indien een kamp meerdere rollen had, staat het in de "hoogste" groep.
Zie ook: Lijst van naziconcentratiekampen · Jappenkampen in Nederlands-Indië · Lijst van jappenkampen